# Barford (Norfolk)
Barford – wieś w Anglii, w hrabstwie Norfolk, w dystrykcie South Norfolk. Leży 12 km na zachód od Norwich i 151 km na północny wschód od Londynu.
Miejscowość liczy 508 mieszkańców.